# František Kotlaba
František Kotlaba (20. května 1927, Vlastiboř u Soběslavi – 11. června 2020, Praha) byl český přírodovědec, mykolog, ochránce přírody a botanik.
Po studiu Přírodovědecké fakulty Univerzity Karlovy a pedagogickém působení pracoval od roku 1957 jako vědecký pracovník Národního muzea v Praze a v letech 1962–1990 Botanického ústavu ČSAV v Průhonicích. Zabýval se taxonomií, ekologií a chorologií hub, propagaci mykologie a ochrany přírody. Byl členem redakční rady odborného časopisu Mykologické listy a autorem mnoha odborných i populárních článků. Popsal řadu nových druhů hub, především ve spolupráci se svým kolegou Zdeňkem Pouzarem.

## Díla
- Zeměpisné rozšíření a ekologie chorošů (Polyporales s.l.) v Československu (1984)
- Přehled československých hub (1972, 1984)
- Naše houby (1965)